# Orellana la Vieja
Pour les articles homonymes, voir Orellana.
Orellana la Vieja est une commune et une localité espagnole située en Estrémadure dans la province de Badajoz.

## Situation
Orellana la Vieja se trouve sur la rive droite du fleuve Guadiana, environ 33 km à l'est de Villanueva de la Serena.
|             | Acedera           | Navalvillar de Pela   |
| Don Benito  | Orellana La Vieja | Orellana de la Sierra |
| La Coronada | Campanario        |                       |

Située entre La Siberia et La Serena[à vérifier], elle appartient au district judiciaire de Villanueva de la Serena dans la comarque Vegas Altas.
Outre l'irrigation de la vallée du Guadiana en aval d'Orellana, le lac d'Orellana fournit à la commune un littoral lacustre de qualité.

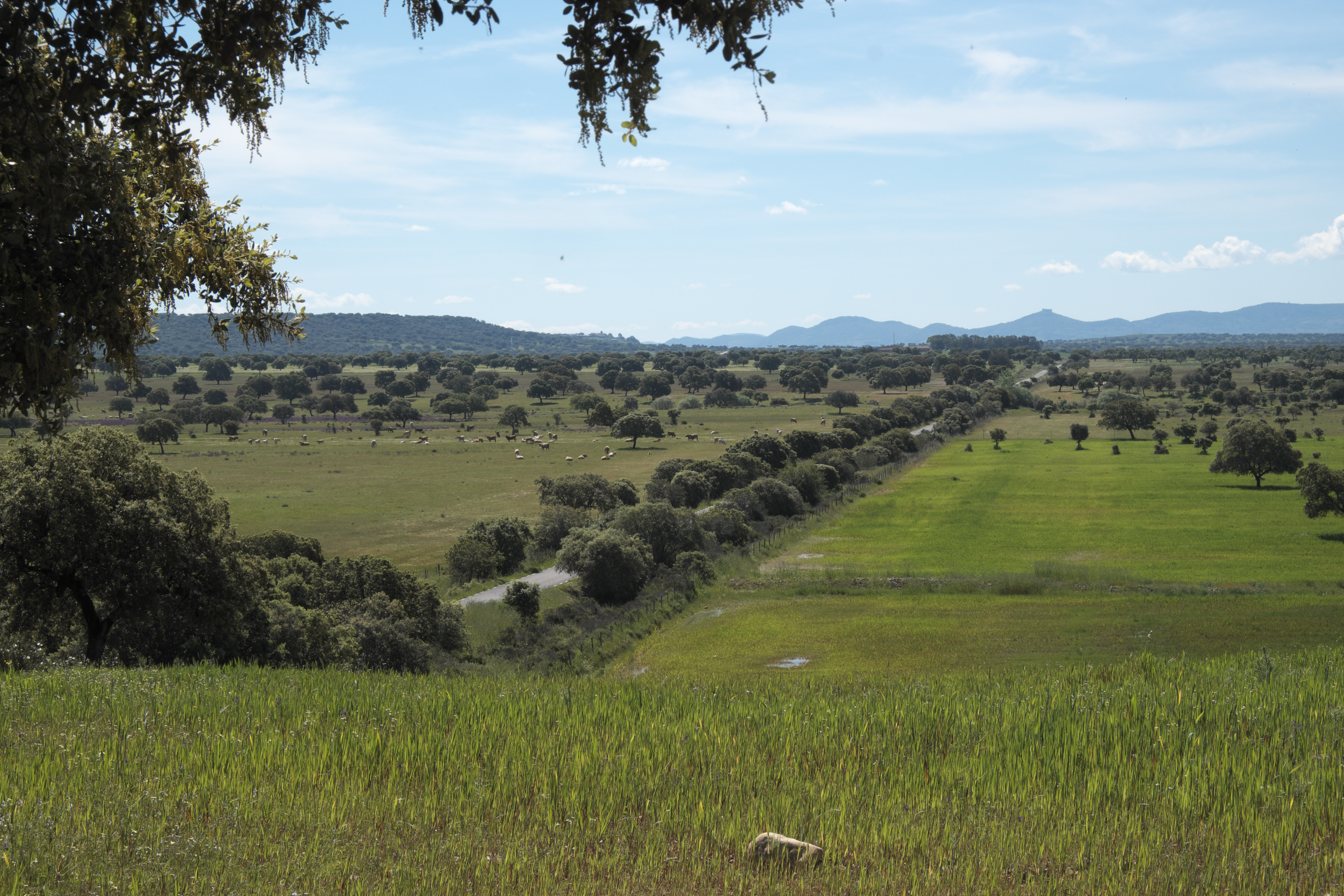
Paysage de La Siberia (es).
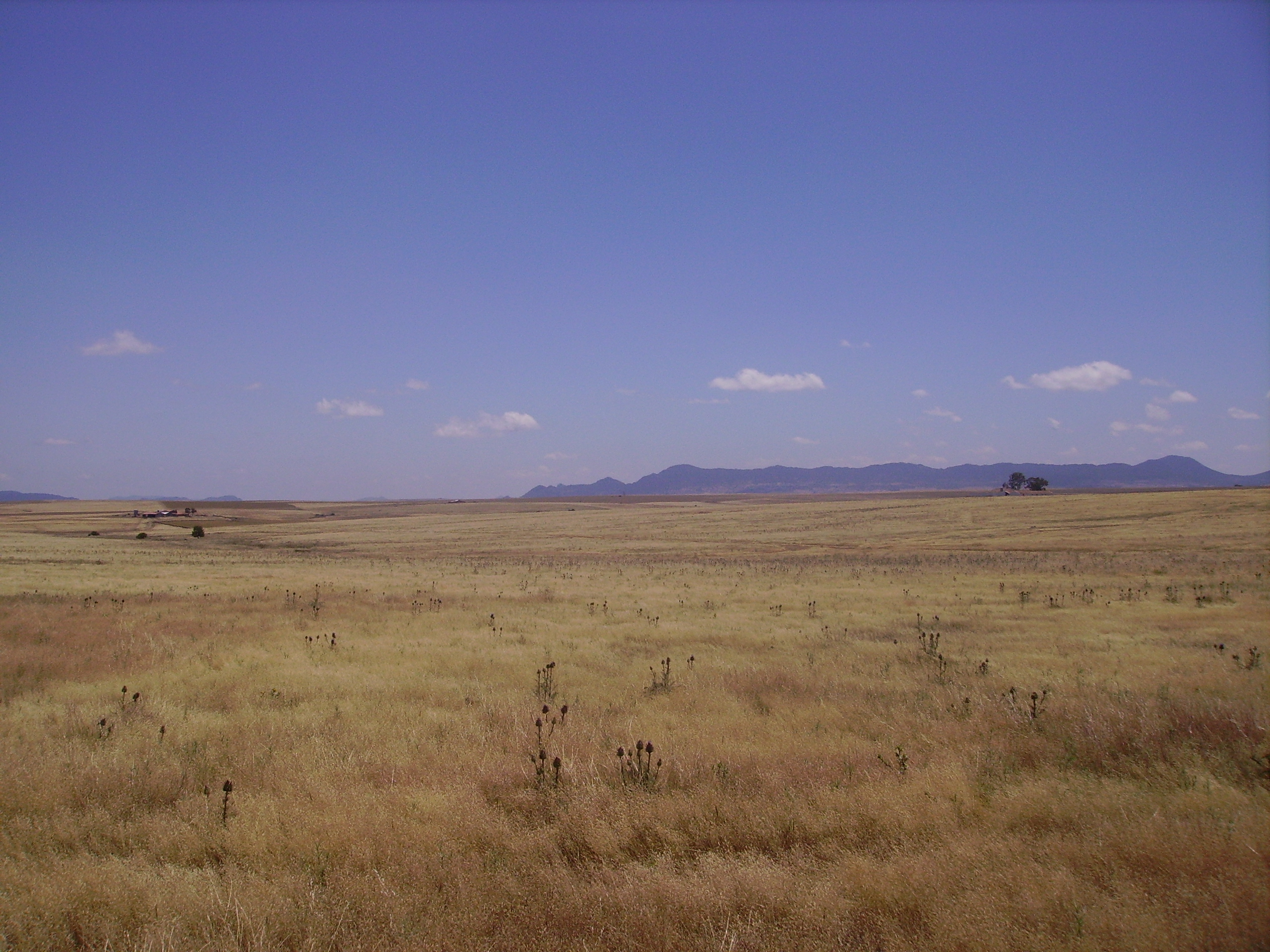
Paysage de La Serena.
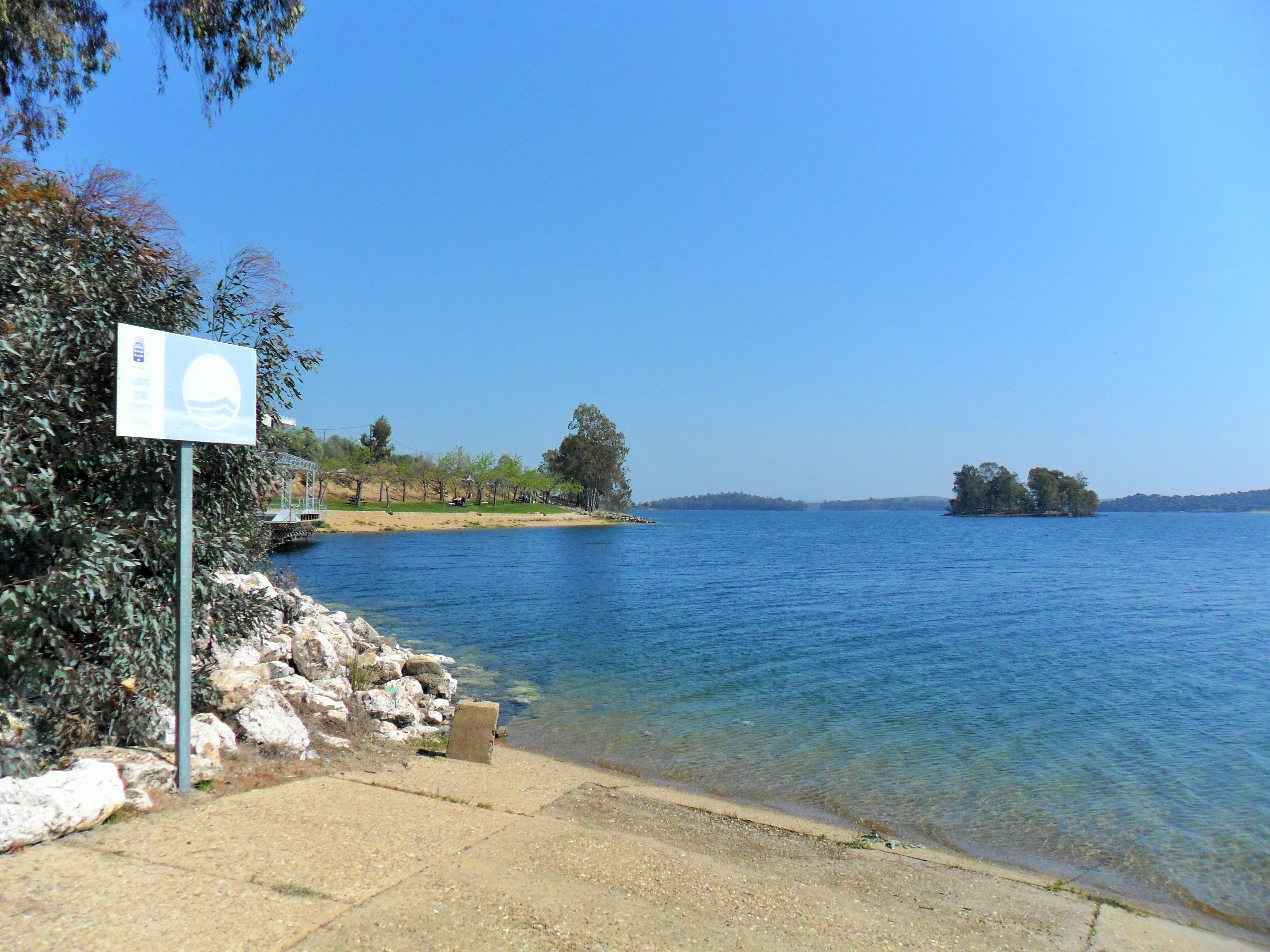
Embarcadère et plage sur le lac (es).

## Population
En 2020, la commune compte 2 641 habitants.

## Histoire

### Préhistoire, protohistoire et antiquité
Les vestiges archéologiques retrouvés sur le territoire communal témoignent d'une présence humaine très ancienne dans la région depuis le Paléolithique inférieur et moyen jusqu'à l'époque pré-romaine en passant par l'âge du cuivre et l'âge du bronze[réf. souhaitée].
La cité romaine de Lacimurga, en forme longue Lacimurga Constantia Iulia, découverte autrefois sur le domaine de Cogolludo, serait aujourd'hui au milieu du lac d'Orellana[à vérifier].

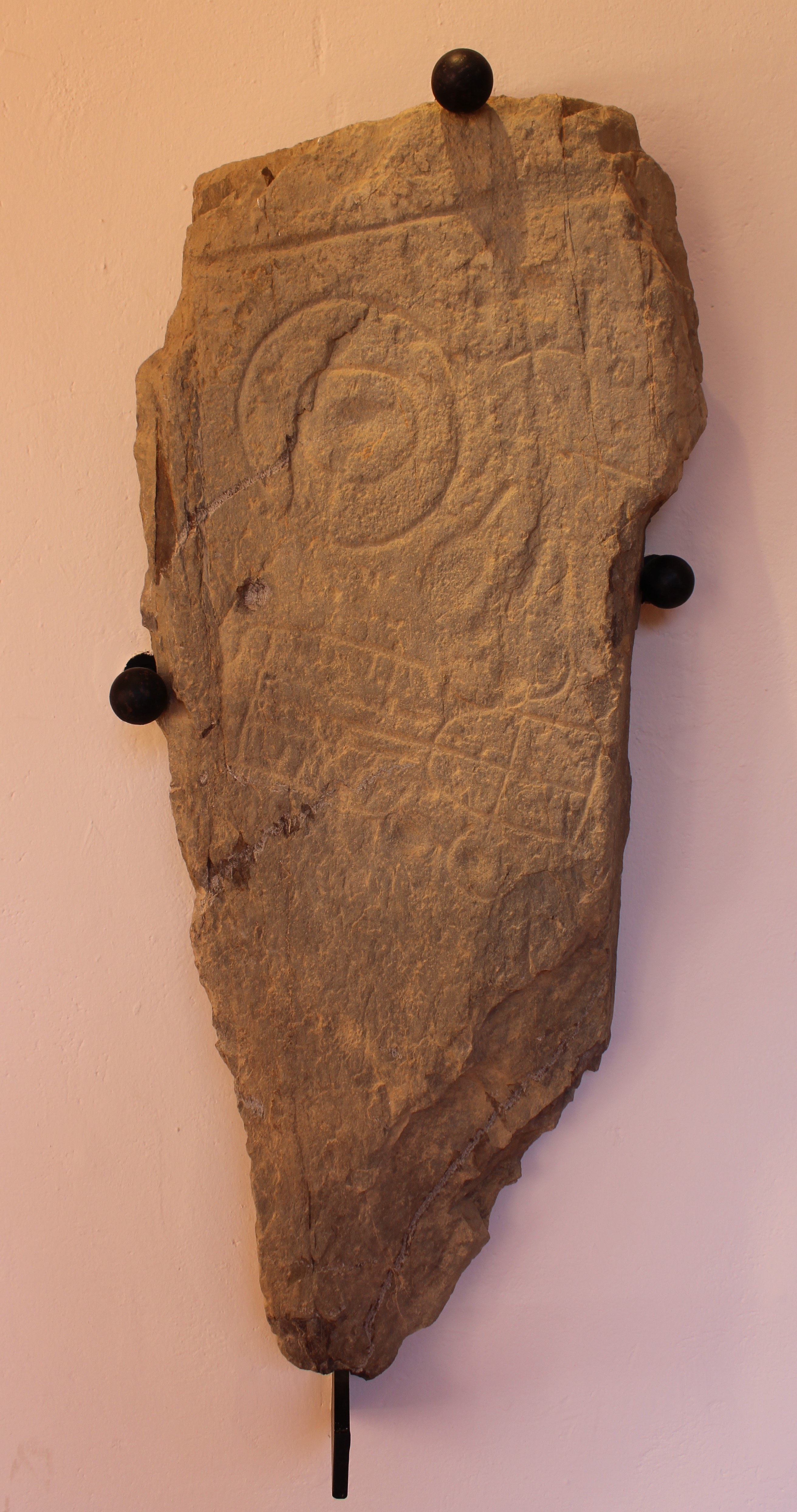
Stèle de La Atalaya. VIIe – VIe siècle av. J.-C. Musée archéologique provincial de Badajoz.
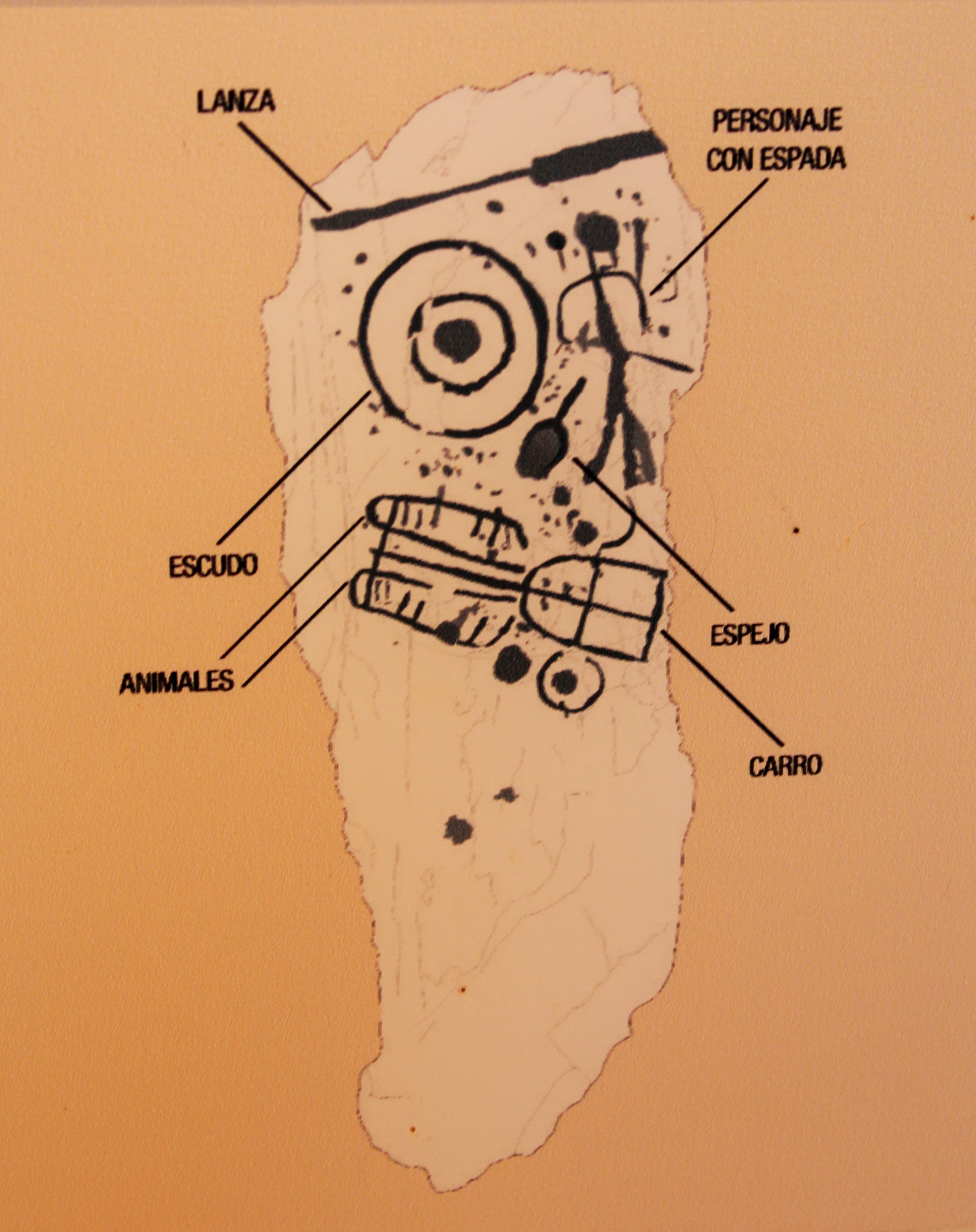
Relevé de la stèle : lance, bouclier, personnage avec une épée, miroir, animaux et charriot.
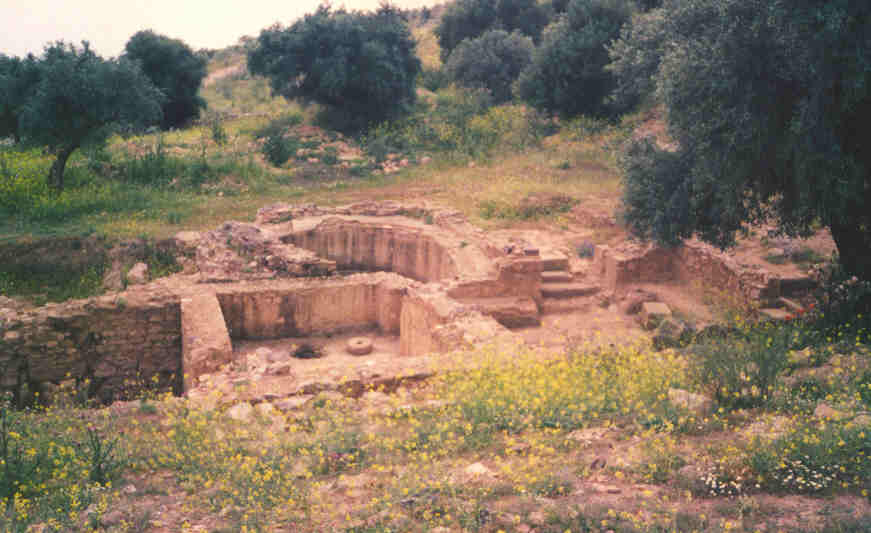
Villa romaine à Lacimurga.

### Moyen Âge
On trouve des traces de la présence musulmane aussi bien dans les terres fertiles de la vallée que dans les montagnes environnantes. Il n’y a pas d’indice direct prouvant que la localité actuelle ait été habitée à l’époque musulmane mais le nom « Orellana » pourrait venir d’une ferme arabe[réf. souhaitée].
À partir du XIIIe siècle, la seigneurie d'Orellana la Vieja appartient à une famille installée à Trujillo, les Altamirano. La seigneurie s'est renforcée progressivement :
- Après la conquête de Trujillo en 1232, Ferdinand III de Castille attribue des terres à Fernán Ruiz Altamirano en récompense de son soutien[N 1].
- En 1335, Juan Alfonso Altamirano, dit Juan Alfonso de la Cámara, possède déjà une tour de défense et de surveillance à Orellana — qui est probablement l'embryon de la maison forte — lorsque le roi Alphonse XI lui accorde la seigneurie d'Orellana.
- En 1341, le patrimoine de la seigneurie comprend la maison forte d'Orellana, des moulins et roues hydrauliques, des pâturages et des terres cultivées ainsi que plusieurs maisons à Trujillo.
- En 1369, peut-être après un temps de disgrâce[N 2], le roi Enrique II étend la juridiction de la seigneurie aux pouvoirs judiciaires, en remerciement de l'appui que lui a apporté le deuxième seigneur d'Orellana, Pedro Alfonso Altamirano, pendant la première guerre civile de Castille. Celui-ci fait confirmer également sa charge de maire.

Entourée par Acedera, le comté de Medellín et la seigneurie d'Orellana de la Sierra sur la rive droite du Guadiana, et par les possessions de l'ordre d'Alcántara sur la rive gauche, la seigneurie atteint pratiquement les limites de la commune actuelle. Elle reste dans les mains de la famille Altamirano.
Hernando Alonso de Orellana, fils de Pedro Alfonso et troisième seigneur d'Orellana, est une figure éminente de la noblesse locale de Trujillo. Il ne réside pas à Orellana mais c’est probablement lui qui fait construire l'église Santo Domingo et il y est enterré. García de Orellana puis Juan el Viejo lui succèdent à la tête de la seigneurie.
Juan el Viejo est probablement le premier seigneur à résider sur place. Il obtient l'inclusion du domaine de Cogolludo dans la seigneurie et fonde notamment un hôpital pour les pauvres et les malades. Il est connu aussi, en 1485, pour avoir financé deux lances dans la guerre d’Andalousie à la demande des Rois catholiques.
Rodrigo de Orellana est le sixième seigneur vers 1491. Suivent Juan en 1509 puis Rodrigo. Le neuvième seigneur, prénommé Juan, meurt à Trujillo en 1549 sans héritiers. Il est enterré dans la nouvelle église Notre-Dame d'Orellana. Le conflit de succession qui éclate entre sa sœur María de Orellana et son oncle Gabriel de Mendoza, va durer plus de 50 ans avant que le litige soit résolu en faveur des descendants de Gabriel[réf. souhaitée].

### XVIIeetXVIIIesiècles
Le titre de marquis d'Orellana apparaît au début du XVIIe siècle. Philippe III accorde en effet le titre de marquis d'Orellana à Pedro de Fonseca Orellana y Figueroa fin 1614. Il est très possible que ce titre de noblesse ait été obtenu par un achat et non pour service rendu à la couronne. Suivent Pedro Alfonso de Orellana y Toledo, Pedro Rodríguez de Fonseca (en 1639), Rodrigo de Orellana y Toledo, José García de Orellana, un autre Orellana puis Juan Geroteo, 7e marquis d'Orellana.
Les marquis titulaires s'éloignent progressivement d’Orellana pour s’installer à la cour, ils délaissent la gestion de la mairie et se contentent des revenus des pâturages et de l'ancien moulin. Pedro Rodríguez de Fonseca est le premier marquis d'Orellana à s’installer à Madrid. José García de Orellana s’installe en Argentine. Les trois marquis suivants sont ruinés.
En 1728, le patrimoine du marquisat comprend toujours la maison forte d’Orellana (transformée entre-temps en palais mais l'édifice est en mauvais état au XVIIIe siècle), plusieurs moulins à farine, un moulin à huile, un lavoir à laine, un bac sur le Guadiana, de nombreux pâturages (notamment Cogolludo, Encina Hermosa et las Dehesillas), des vignes, des jardins et vergers, une auberge et plusieurs maisons à Orellana ainsi que des terres et bâtiments à Trujillo.
Le 7e marquis hypothèque ses revenus pour payer ses créanciers et ses biens sont finalement confisqués. C’est son neveu, Francisco Silvestre Pizarro de Aragón y Orellana, marquis de San Juan, qui lui succède comme maire d'Orellana jusqu’en 1736. Le 9e marquis, Juan Pizarro Picolomini d'Aragon, marquis de San Juan de Piedras Albas, dispose sans doute de moyens plus importants puisqu’il patronne le couvent des dominicaines d'Orellana.
Le titre de marquis d'Orellana semble éteint au milieu du XVIIIe siècle mais celui de marquis de San Juan de Piedras Albas subsiste[réf. souhaitée].

### XIXesiècle
A la chute de l'Ancien Régime (es), la ville se constitue en commune de la région d'Estrémadure. Elle est intégrée au district judiciaire de Puebla de Alcocer en 1834[réf. souhaitée].
Au recensement de 1842, la commune compte 1 766 habitants.
En 1836, les religieuses cloîtrées quittent le couvent de San Benito à la suite des décrets d'exclaustration de Juan Álvarez Mendizábal dans le cadre du désamortissement espagnol.
En 1840, les litiges accumulés à propos de diverses redevances et péages dus au marquis de Bélgida, Mondéjar et San Juan[à vérifier], sont résolus par la conclusion d'une transaction entre la ville et le marquis. La ville obtient un bail emphytéotique sur un ensemble de pâturages moyennant un loyer annuel fixe.

### XXe–XXIesiècles
Comme dans beaucoup d'autres lieux, la guerre civile espagnole (1936-1939) a un impact considérable sur la population.

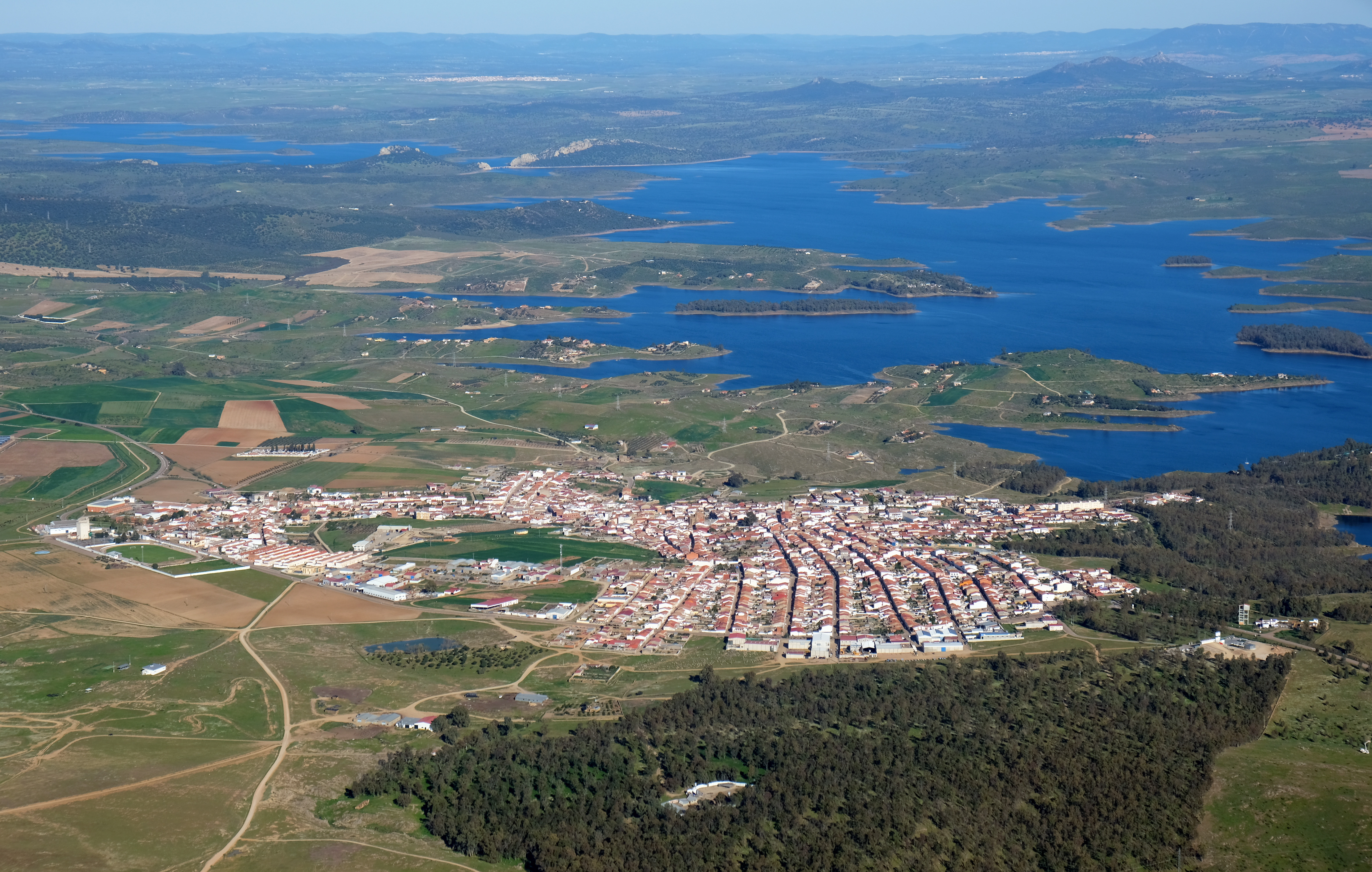
.

La mise en eau du lac de barrage dans le cadre du plan Bajadoz (es) recouvre les anciens pâturages dans la vallée du Guadiana ce qui modifie considérablement le paysage de la commune.
La population de la commune atteint un sommet au recensement de 1960 avec près de 6 900 habitants.
Dans les années 1960, beaucoup d’émigrants quittent Orellana et s’installent à Majorque. Le jumelage avec la commune de Felanitx contribue de nos jours à maintenir le lien.
Le bail emphytéotique du XIXe siècle perdure jusqu’au rachat des domaines concernés en 1997. Les anciens bailleurs sont dédommagés pour plus de 1500 hectares de terres[à vérifier] moyennant le versement de 17 millions de pesetas par le conseil(ler) de l’Agriculture et du Commerce d'Estrémadure[à vérifier][réf. souhaitée].
En 2010, la plage d'Orellana (Playa Costa Dulce de Orellana) obtient le label Pavillon bleu.
Une centrale solaire thermodynamique d’une puissance de 50 MW opérée par ContourGlobal, est installée au nord du chef-lieu dans les années 2010.

## Monuments
- Palais des Orellana ou palais des Altamirano : château d'Orellana la Vieja (es).
- Couvent des dominicaines ou couvent de San Benito : couvent datant du XVIe siècle utilisé comme centre culturel, il abrite la bibliothèque municipale, un auditorium et une salle poyvalente.
- Église de l'Immaculée Conception : église paroissiale datant du XVIe siècle, monument le mieux conservé d'Orenalla la Vieja.

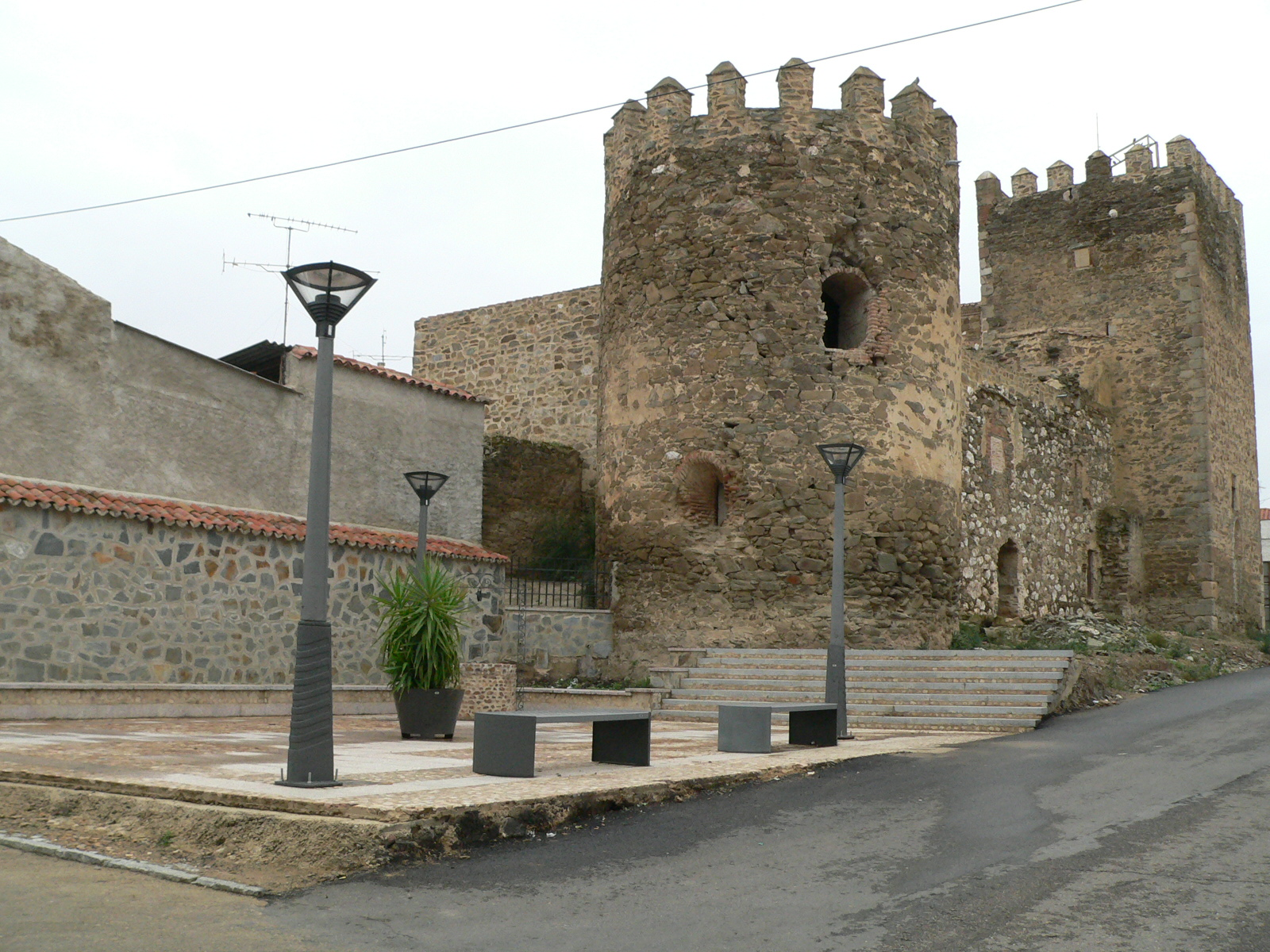
Château.
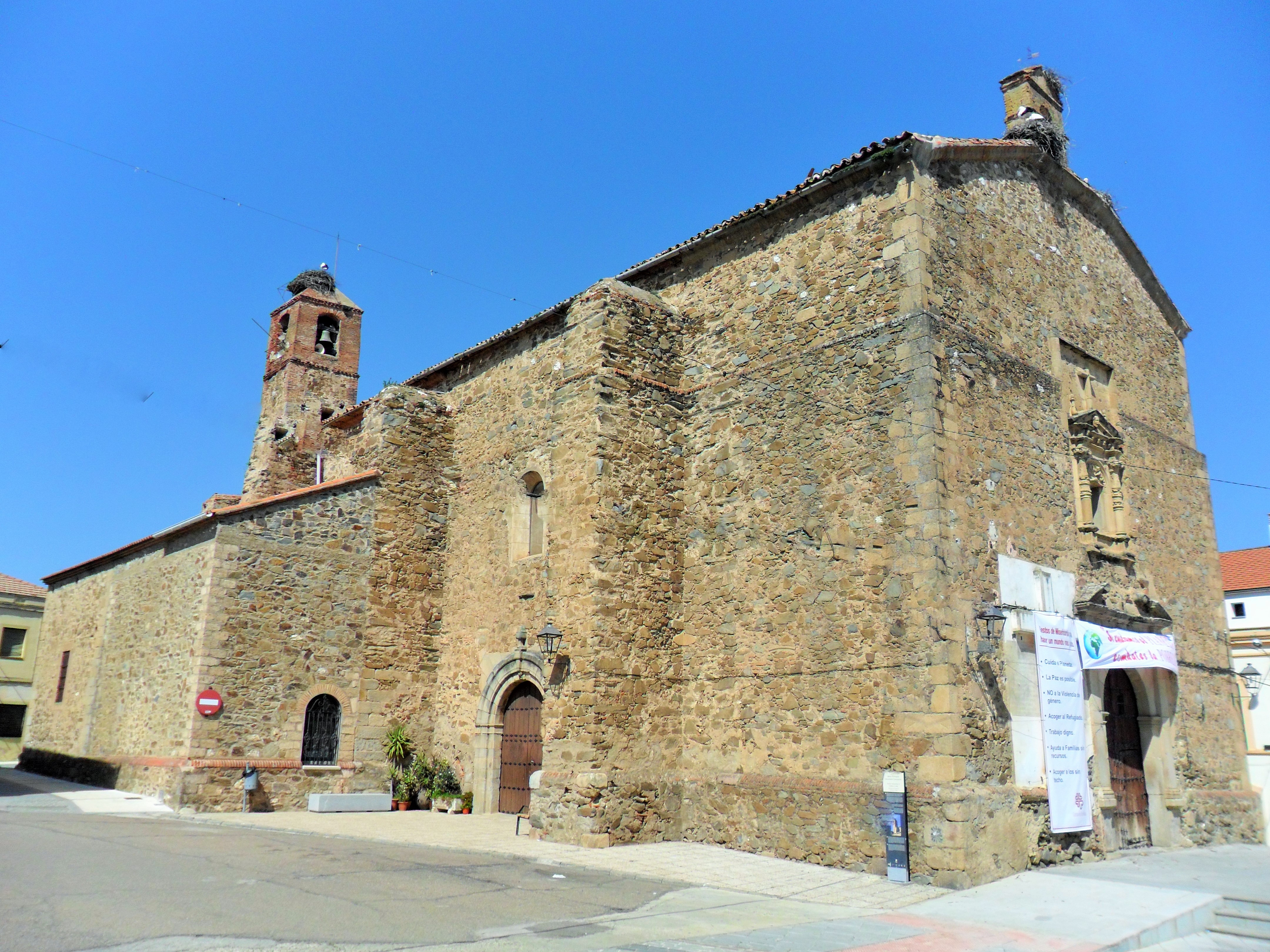
Église paroissiale.

## Personnalités liées à la commune
- Esteban Sánchez (1934-1997), pianiste et compositeur espagnol.

## Jumelages
- Felanitx (Espagne) : commune de l'île de Majorque dans les îles Baléares.